# كارستن كوش
كارستن كوش (بالدنماركية: Carsten Koch)‏ هو كاتب غير روائي واقتصادي وسياسي دانمركي، ولد في 27 أبريل 1945 في الدنمارك. حزبياً، نشط في الحزب الاشتراكي الديمقراطي (الدنمارك). وقد انتخب عضو فولكتنغ ‏ وانتخب وزير الصحة الدنماركي (23 مارس 1998 – ).